# Colònia holandesa de Maurici
La Colònia neerlandesa de Maurici fou un territori neerlandès entre 1598 i 1710, que va estar sota administració de la Companyia Neerlandesa de les Índies Orientals entre 1638 i 1710 (excepte entre 1658 i 1664 quan va ser abandonada).

## Història
L'illa havia estat descoberta pel capità portuguès Domingos Fernández, que la va anomenar Ilha do Cerne; el 1513 fou redescoberta pel capità Pedro de Mascarenhas, que va anomenar a les illes Maurici, Reunión i algunes menors com illes Mascarenhas. No obstant Portugal mai la va colonitzar i només la va fer servir per estació d'abastiment camí cap a l'Índia.
A finals del segle xvi, el 20 de setembre de 1598, fou albirada pel capità neerlandès Wybrant Warwijk, que la va reclamar pels Països Baixos; el neerlandès Van der Neck li va donar el nom de Maurici en honor de Maurici de Nassau i s'hi va fundar un establiment que fou de curta durada. El 7 de maig de 1638 fou reocupada sota iniciativa de la Vereenigde Oostindische Compagnie (. L'illa fou abandonada el 16 de juliol de 1658 però reocupada el 1664. Finalment el 17 de febrer de 1710 fou definitivament abandonada i ocupada el 171vaeser ls francesos en el marc de la guerra francobritànica.
El 6 de setembre de 1718 fou reclamada per a França pel cavaller Jean-Baptiste Garnier de Fougeray que li va donar el nom d'Île de France. França va annexionar formalment l'illa el 23 de setembre de 1721 i en va confiar l'administració a la Companyia Francesa de les Índies Orientals.

## Comandants o Caps (Opperhoofd)
- 1638 - 1639 Cornelis Simonszoon Gooyer
- 1639 - 1645 Adriaan van der Stel
- 1645 - 1648 Jacob van der Meersch
- 1648 - 1653 Reinier Por
- 1653 - 1654 Joost van der Woutbeek
- 1654 - 1656 Maximiliaan de Jongh
- 1656 - 1658 Abraham Evertszoon
- 1658 - 1664 abandonada
- 1664 - 1665 Jacobus van Nieuwlant
- 1665 - 1667 Georg Frederick Wreede
- 1667 - 1668 Jan van Jaar
- 1668 - 1669 Dirk Janszoon Smient
- 1669 - 1672 Georg Frederick Wreede (segona vegada)
- 1672 Swen Felleson
- 1672 - 1673 Philip Col
- 1673 - 1677 Hubert Hugo
- 1677 - 1692 Isaac Johannes Lamotius
- 1692 - 1703 Roelof Diodati
- 1703 - 1710 Adriaan Momber van der Velde
- 1710 - 1718 Abandonada